# Bälinge socken, Västergötland
Bälinge socken i Västergötland ingick i Kullings härad, uppgick 1955 i Alingsås stad och området är sedan 1971 en del av Alingsås kommun, från 2016 inom Alingsås distrikt.
Socknens areal är 26,58 kvadratkilometer varav 25,52 land.  År 1947 fanns här 303 invånare. Kyrkbyn Bälinge med sockenkyrkan Bälinge kyrka ligger i socknen.

## Administrativ historik
Socknen har medeltida ursprung. 
Vid kommunreformen 1862 övergick socknens ansvar för de kyrkliga frågorna till Bälinge församling och för de borgerliga frågorna bildades Bälinge landskommun. Landskommunen inkorporerades 1952 i Vårgårda landskommun men utbröts och överfördes 1955 till Alingsås stad som 1971 ombildades till Alingsås kommun. Församlingen uppgick 1967 i Alingsås församling.
1 januari 2016 inrättades distriktet Alingsås, med samma omfattning som Alingsås församling fick 1967 och vari detta sockenområde ingår.
Socknen har tillhört län, fögderier, tingslag och domsagor enligt vad som beskrivs i artikeln Kullings härad. De indelta soldaterna tillhörde Västgöta regemente, Elfsborgs kompani och Västgöta-Dals regemente, Kullings kompani.

## Geografi och natur
Bälinge socken ligger öster om Alingsås med Säveån i väster. Socknen är en kuperad sjörik skogsbygd med odlingsbygd vid ån i väster. De största insjöarna är Gasslången som delas med Hols socken i Vårgårda kommun och Stora Kroksjön
Det kommunala naturreservatet Hjortmarka är delat med den historiska Alingsås stads område.
I socknen finns borgruinen Stynaborg. En senare sätesgård var Torps herrgård.

## Fornlämningar
Från järnåldern finns ett gravfält, stensättningar och domarringar. Vid Säveån finns ruiner efter Stynaborgs fäste

## Befolkningsutveckling
| Befolkningsutvecklingen i Bälinge socken 1810–1950 | Befolkningsutvecklingen i Bälinge socken 1810–1950 | Befolkningsutvecklingen i Bälinge socken 1810–1950 | Befolkningsutvecklingen i Bälinge socken 1810–1950 | Befolkningsutvecklingen i Bälinge socken 1810–1950 |
| -------------------------------------------------- | -------------------------------------------------- | -------------------------------------------------- | -------------------------------------------------- | -------------------------------------------------- |
|                                                    |                                                    |                                                    |                                                    |                                                    |
| År                                                 |                                                    |                                                    | Invånare                                           |                                                    |
| 1810                                               | 1810                                               |                                                    | 326                                                | 326                                                |
| 1820                                               | 1820                                               |                                                    | 478                                                | 478                                                |
| 1830                                               | 1830                                               |                                                    | 575                                                | 575                                                |
| 1840                                               | 1840                                               |                                                    | 564                                                | 564                                                |
| 1850                                               | 1850                                               |                                                    | 579                                                | 579                                                |
| 1860                                               | 1860                                               |                                                    | 615                                                | 615                                                |
| 1870                                               | 1870                                               |                                                    | 600                                                | 600                                                |
| 1880                                               | 1880                                               |                                                    | 671                                                | 671                                                |
| 1890                                               | 1890                                               |                                                    | 490                                                | 490                                                |
| 1900                                               | 1900                                               |                                                    | 409                                                | 409                                                |
| 1910                                               | 1910                                               |                                                    | 334                                                | 334                                                |
| 1920                                               | 1920                                               |                                                    | 363                                                | 363                                                |
| 1930                                               | 1930                                               |                                                    | 346                                                | 346                                                |
| 1940                                               | 1940                                               |                                                    | 282                                                | 282                                                |
| 1950                                               | 1950                                               |                                                    | 359                                                | 359                                                |
| Källa: Folkmängdsdatabasen, Umeå universitet.      |                                                    |                                                    |                                                    |                                                    |

## Namnet
Namnet skrevs 1488 Bälinge och kommer från kyrkbyn. Namnet är en inbyggarbeteckning (inge) vars förled innehåller bal/bäl, 'höjd' av vilka flera finns vid kyrkan.